# Thematische Strukturierungskonzepte im Geschichtsunterricht
Thematische Strukturierungskonzepte sind Darstellungsformen von Geschichte bzw. Muster narrativer oder didaktischer Verknüpfung historischer Gegenstände. Sie bilden Grundelemente jeder Vergangenheitspräsentation und sind insofern auch grundlegend bei der Konzeption, Durchführung und Reflexion von Geschichtsunterricht.
Bei der Frage, wie historische Gegenstände als Themen im Geschichtsunterricht dargestellt werden können und wie der Zugriff auf sie erfolgen kann, finden sich in der Methodik der Geschichtsdidaktik mehrere „thematische Strukturierungskonzepte“, die sich mit dieser Problematik auseinandersetzen.
Bei der Einordnung dieser inhaltsbezogenen Konzepte in eine Methodik des Geschichtsunterrichts, wie sie von Hilke Günther-Arndt geleistet wird, sollte stärker darauf verwiesen werden, dass die Ebene der unterrichtsmethodischen Strukturierung der Ebene, welche die inhaltsbezogene Strukturierung beinhaltet, vorgelagert ist. Bei der Entscheidung zugunsten eines problemorientierten Geschichtsunterrichts scheint die Wahl einer Darstellungsform der inhaltsbezogenen Strukturierungskonzepte wichtiger als die Entscheidung zugunsten einer Form der historischen Erkenntnisverfahren, muss dies aber nicht zwangsläufig ausschließen.
Seitens der amtlichen Richtlinien für das Unterrichtsfach Geschichte wird gefordert, dass mehrere von diesen Konzepten in einem Schuljahr Anwendung finden und gleichzeitig den Schülerinnen und Schülern deren Leistungen und Grenzen reflektierend veranschaulicht werden sollen.
Hans-Jürgen Pandel weist darauf hin, dass es sich bei diesen Darstellungstypen nicht um eine Erfindung der Geschichtsdidaktik handelt, sondern um grundsätzliche Verfahrensweisen der Geschichtswissenschaft, die Anwendung im Geschichtsunterricht finden.
In der Geschichtsdidaktik wurde die Einteilung in thematische Strukturierungskonzepte erstmals in ausführlicher Form von Heinz Dieter Schmid geleistet. Diese Einteilung blieb bis heute für die wenigen Autorinnen und Autoren, die sich mit der inhaltsbezogenen Strukturierung auseinandersetzten, maßgebliches Vorbild und Vorlage für vorgenommene Modifizierungen. Aktuellere Arbeiten zu diesem Thema wurden von Sauer, Pandel und Barricelli vorgenommen.
Im Folgenden werden die Strukturierungskonzepte knapp vorgestellt. Die Arbeit orientiert sich dabei größtenteils an Schmids Einteilung.

## Die Verfahren

### Das genetisch-chronologische Verfahren
Kern des genetisch-chronologischen Verfahrens ist die eigentliche Darstellung historischer Ereignisse in ihrer chronologischen Reihenfolge, wobei ein thematischer Gegenstand von seinem Ursprung bis zu dem entsprechenden endgültigen Zustand beleuchtet wird. Bei dieser Darstellungsweise werden zwischen den zeitlich aufeinander folgenden Komponenten eines historischen Gegenstandes kausale Zusammenhänge in den Fokus der Betrachtung gerückt, wodurch das Zusammenwirken zwischen Ursache und Ergebnis erklärbar wird.
Aufgrund des Risikos, dass dieses Verfahren dazu verleiten könne, den historischen Gegenstand bloß auf Daten und Fakten sowie auf die Geschichte zwanghafter Abläufe zu reduzieren, ohne genügend Freiraum für Problematisierungen und erkenntnisleitende Fragestellungen offenzulassen, wird betont, dass die Auswahl dieses Verfahrens für den Geschichtsunterricht gut durchdacht und kritisch reflektiert erfolgen sollte.

### Der Längsschnitt
An der Verfahrensweise des Längsschnitts wird betont, dass Epochen und universalgeschichtliche Zeiträume hinsichtlich eines gewissen Teilaspekts auf vergleichbare Merkmale untersucht werden. Hierbei soll erfahrbar gemacht werden, dass sich thematische Gegenstände durchaus in der historischen Analyse durch Veränderbarkeit in ihren vielseitigsten Faktoren auszeichnen können. Der Vorzug dieser Darstellungsform wird in ihrem Gegenwartsbezug begründet. Zahlreiche gegenwartsbezogene Probleme können durch den historischen Längsschnitt historisch aufgearbeitet und erklärt sowie verständlich werden. Darüber hinaus wird betont, dass durch die Wahl dieser Verfahrensweise für den Unterricht große zeitliche Dimensionen der Geschichte schnell überbrückt werden können und Geschichte in ihren „Tiefendimensionen“ erfahrbar wird. Das Risiko, dass einzelne Probleme oder Erscheinungen durch die von ihren strukturellen Zusammenhängen isolierte Betrachtung zu einfach erklärt werden können, sollte bei der Auswahl dieses Verfahrens für den Unterricht bedacht werden.

### Das strukturierende Verfahren
Bezüglich des strukturierenden Verfahrens wird betont, dass im Gegensatz zum Epochenquerschnitt der Schwerpunkt auf die Herausstellung der vertikalen Mehrschichtigkeit der Sachverhalte gelegt wird. Es kann beispielsweise eine Epoche unter dem Gesichtspunkt ihrer typischen strukturbildenden Elemente hin untersucht werden, wobei bei dieser Darstellungsform häufig das Statische im Vordergrund steht. Darüber hinaus eignet sich diese Form für sozialintegrativen sowie für fächerübergreifenden Unterricht, da gesellschaftswissenschaftliche Kategorien und Fragestellungen auf historische Erscheinungen angewandt werden. Für Gruppenarbeit oder projektförmigen Geschichtsunterricht eignet sich dieses Verfahren, da mehrere Elemente eines spezifischen Sachverhaltes unter verschiedenen Aspekten herausgearbeitet werden sollen.

### Die Fallanalyse
Bei diesem Verfahren wird ein historisches Ereignis oder ein Prozess eines thematischen Gegenstandes ausgewählt und als exemplarischer Fall genau und feinschnittartig untersucht. Temporal und regional sollte der Fall eng begrenzt sein.
An diesem Beispiel kann tief ins Detail gegangen werden, um spezielle Aspekte und Strukturen mikroskopisch zu untersuchen. Im Anschluss an die Fallanalyse gilt es, zu generellen Aspekten des thematischen Gegenstandes zurückzukehren. Eine inhaltliche Orientierungsphase sollte dabei bereits vorangegangen sein („Regel-Beispiel-Regel“ Prinzip).
Die gewählten Beispiele müssen Schlüsselereignisse sein, die besonders relevant sind und möglichst viele themen- und epochentypische Merkmale beinhalten.
Wann ein Fall in seiner exemplarischen Relevanz repräsentativ sein kann, wie viele Dimensionen der historischen Kategorien er anspricht und wie viele angesprochen werden können, gilt es dabei grundsätzlich und jeweils zu fragen. Den „reinen Fall“ wird es sicher nie geben. Als weitere Gefahr wird erwähnt, dass dabei auf einigen Details beharrt wird, die die Genauigkeit der Analyse in Pedanterie ausarten lassen.
Bekannteste und meistverbreitete Form der Fallanalyse ist das „Lokalmodell“ (z. B. die Industrialisierung oder die Reformation in der Stadt oder Region X), aber auch Konflikt- (z. B. Weberaufstand) und Ereignisanalysen (z. B. Sturm auf die Bastille) bieten sich als Schlüsselereignisse oder epochaltypische Ereignisse zur Fallanalyse an.

### Das vergleichende Verfahren
Beim vergleichenden Verfahren werden verschiedene Aspekte der Dimensionen historischer Wahrnehmung zweier historischer Phänomene, die sich auf zeitlich oder regional unterschiedlicher Ebene befinden, systematisch miteinander verglichen (intertemporal / interregional).
Für einen Vergleich eignen sich Strukturen (Familie, Verfassung, Herrschaft, Stadt), Verläufe (Revolutionen, Staatsbildungen), epochale Tendenzen (Kapitalismus, Sozialismus) aber auch Aspekte, wie die Behandlung von Minderheiten, Erziehungsgrundsätze, Ernährung und viele andere. Der Vergleich grenzt sich als Verfahren insofern nicht von den anderen Verfahrenstypen ab, da bei der Vorbereitung des Vergleichs, der systematischen Analyse jedes einzelnen historischen Phänomens, zunächst eines oder mehrere Verfahren integriert werden müssen. Der Gegenstand wird entweder nach dem Prinzip des Längsschnitts, des Querschnitts, der Fallanalyse etc. erarbeitet.
Es werden zwei Typen des Vergleichs unterschieden. Erstens soll die „Kontrastierung“ Einsicht in Unterschiede zweier Phänomene bieten und zweitens soll die „Generalisierung“ oder „Verallgemeinerung“ Übereinstimmungen aufzeigen.
Das Verfahren kann dazu beitragen, dass historische Dimensionen der Wahrnehmungen, Kategorien und Leitbegriffe als solche erkannt werden und sinnvolle Begriffs-, Modell- und Theoriebildungen gefördert werden.
Die Gefahr des Verfahrens wird vor allem in einer zu schnellen, starken und unreflektierten Generalisierung gesehen. Eine Schlussfolgerung käme damit einer auf Hypothesen gestützten Pauschalisierung gleich. Aber auch der Nutzen der Kontrastierung ist fragwürdig, wenn nicht entsprechend systematisch analysierend vorgegangen wird.

### Die individualisierenden oder biographischen Verfahren
Die individualisierenden oder biographischen Verfahren setzen in der Aufarbeitung eines Gegenstandes sehr unterschiedliche Schwerpunkte. So erscheint es nötig, dass diese deutlicher voneinander zu trennen sind, als Unterformen anderer Verfahrensformen.

#### Das sozialbiographische Verfahren
Das sozialbiographische Verfahren ist eine Form der exemplarischen Fallanalyse, bei welcher eine einzelne Person oder eine Gruppe in den Mittelpunkt der Betrachtung gerückt wird.
Anhand einer Biographie sollen generalisierbare Rückschlüsse auf soziale Strukturen in der Gesellschaft gezogen werden können. Grundlegende zeittypische und schichtspezifische Habitus, politische Positionen und Lebenssituationen sollen im Beispiel erkennbar werden.
Vor- und Nachteile decken sich mit denen der Fallanalyse (Tiefe, Konkretheit/Pedanterie, „reiner Fall“) und des Vergleichs (Kategoriebildung, Generalisierung/ Pauschalisierung). Zudem wird die Empathie der Schülerinnen und Schüler gezielt angesprochen.
Das „personifizierende“ Verfahren, das von Klaus Bergmann entwickelt wurde, ist eine besondere Form des sozialbiographischen Verfahrens, bei dem keine realen Persönlichkeiten herangezogen werden, sondern Auszüge und Aspekte von Biographien, die erfunden wurden. Diese Nutzung von fiktiven Biographien wird genutzt, weil gerade aus unterprivilegierten Schichten verschiedenster Epochen keine Biographien und Textquellen erhalten sind.

#### Das personalisierende Verfahren
Das personalisierende Verfahren ist zwar ebenfalls eine Form des biographischen Verfahrens und der Fallanalyse, steht aber dem genetisch-chronologischen Verfahren im Sinne einer ereignisgeschichtlichen Perspektive sehr nahe. Das Handeln der betrachteten Person oder der Gruppe wird in engsten Zusammenhang mit dessen Bedeutung für den „Verlauf“ von Geschichte insgesamt gesetzt und steht hier im Fokus.
Das Verfahren galt lange Zeit als verpönt, da seit den 1960er Jahren das Handlungsgefüge und dessen Strukturen in den Mittelpunkt der Geschichtswissenschaft und der Geschichtsdidaktik rückten, womit man sich von einer personalisierenden Geschichtsschreibung distanzierte. Zunehmend wird aber wieder versucht, die Bedeutung einzelner Personen und deren Handlungen als „Größe“ in der Geschichtswissenschaft zu betrachten und in eine ausgewogene Relation und Gewichtung zu kontextuellen Interdependenzen und strukturellen Bedingungen zu setzen.

### Das perspektiv-ideologiekritische Verfahren
Dieses Verfahren zielt auf eine kritisch reflektierte Auseinandersetzung mit der Darstellung von Geschichte ab. Dabei rücken nicht Quellen in den Mittelpunkt, die dem historischen Gegenstand zeitgenössisch und originär sind, sondern Formen der Darstellung, die sich des Gegenstandes retrospektiv und erinnernd annehmen. Meistens sind dies schriftliche Darstellungen, wie Zeitungen, Schulbücher oder Reden, aber auch andere, wie beispielsweise Bilder und Denkmäler. Diese Darstellungen werden für die Schülerinnen und Schüler dann zu den eigentlichen Quellen, an denen sie unter der Berücksichtigung bekannter und zu vertiefender Methoden der historischen Erkenntnisverfahren mögliche ideologische und politische Färbungen und Absichten des Urhebers erkennen sollen, die dessen Geschichtsbild prägen. Qualität und „Objektivität“ der Darstellungen sollen im konkreten Fall und vor allem zukünftig besser erkannt werden können, aber auch mögliche Grenzen der Wahrheitsfindung der Geschichtswissenschaft skizziert werden.